# 茂木房五郎 (5代)
五代 茂木 房五郎（ごだい もぎ ふさごろう、旧名・三千蔵、1893年（明治26年）2月28日 - 1973年（昭和48年）2月17日）は、日本の実業家、千葉県多額納税者。野田醤油（現・キッコーマン）社長。千秋社理事。

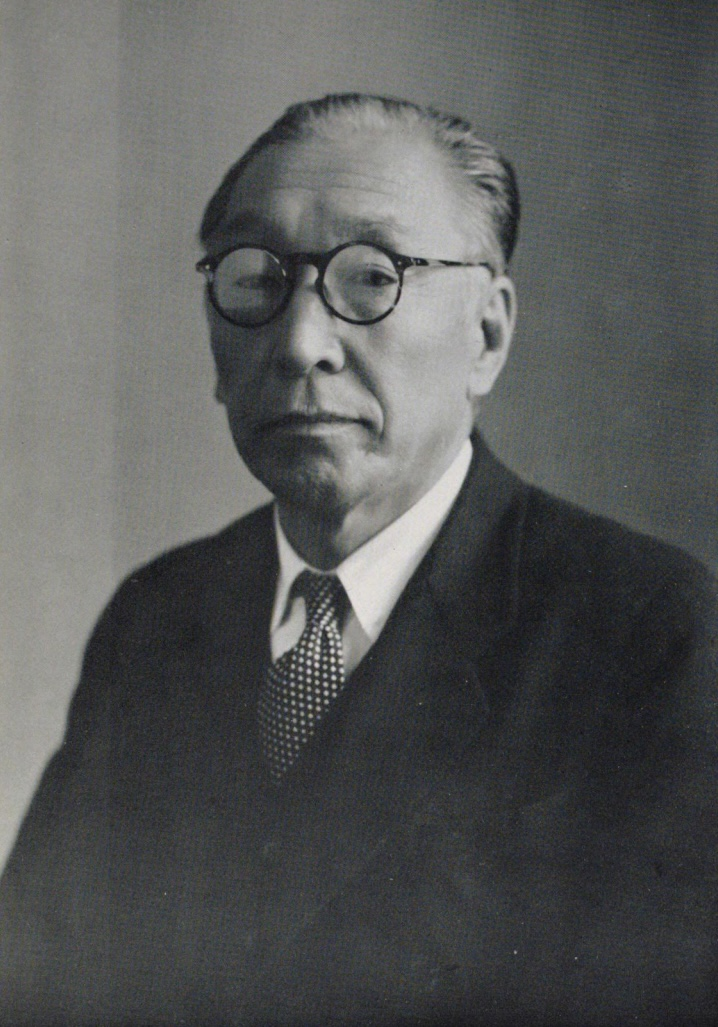
『房総紳士録』（1961年）掲載肖像

## 人物
千葉県東葛飾郡野田町（現・千葉県野田市）出身。茂木房五郎の長男。慶應義塾大学法学部中退（特選）。1926年、家督を相続し前名三千蔵を改め襲名した。銀行会社の重役であった。野田醤油社長、野田商誘銀行、野田醤油各取締役、柏屋商事、総武鉄道、満州野田醤油、野田運輸各監査役等をつとめた。趣味は囲碁。宗教は日蓮宗。住所は千葉県野田市野田。

## 家族・親族
茂木家
茂木家は茂木七郎右衛門家の支流である。1821年、茂木房五郎が茂木七郎右衛門家より分家、茂木房五郎家を興こし、醤油醸造を始める。
- 父・四代房五郎（1870年 - ?、醤油醸造家）[8]
- 母・ひで（1873年 - ?） ‐ 茂木七郎右衛門_(6代)の妹[12]、茂木七郎右衛門5代の長女[4][5][7]
- 弟
  - 芳次郎[7][13]（1898年 - ?、1924年に慶應義塾大学経済学部卒業[10][13]）
  - 長三郎（1901年 - ?）[7]
  - 新七（1914年 - ?） ‐ ヒゲタ醤油社長。岳父に浜口吉兵衛 (2代)。
- 妹
  - 淑江（1895年 - ?） ‐ 茂木佐平治9代の妻。長男は茂木佐平治10代[7]
  - とき（1903年 - ?、茂木啓三郎 (初代)の養子となり、茂木啓三郎2代の妻となる）[7]
  - こと（1906年 - ?）[7]
- 妻・愛（1894年 - ?） ‐ 千葉、藤崎勘三郎（母の兄、茂木七郎右衛門 6代の弟）の長女[4][5][7]
- 長男[7]
- 二男[7]
- 三男[7]
- 四男[7]
- 長女・芬沙子（中野孝三郎の妻）[1]

親戚
- 初代茂木啓三郎（醤油商、会社重役）
- 二代茂木啓三郎（キッコーマン社長）
- 茂木順三郎（千葉県多額納税者、柏屋商事社長）
- 六代茂木七郎右衛門（千葉県多額納税者、資産家、野田醤油初代社長）